# Mina de Água

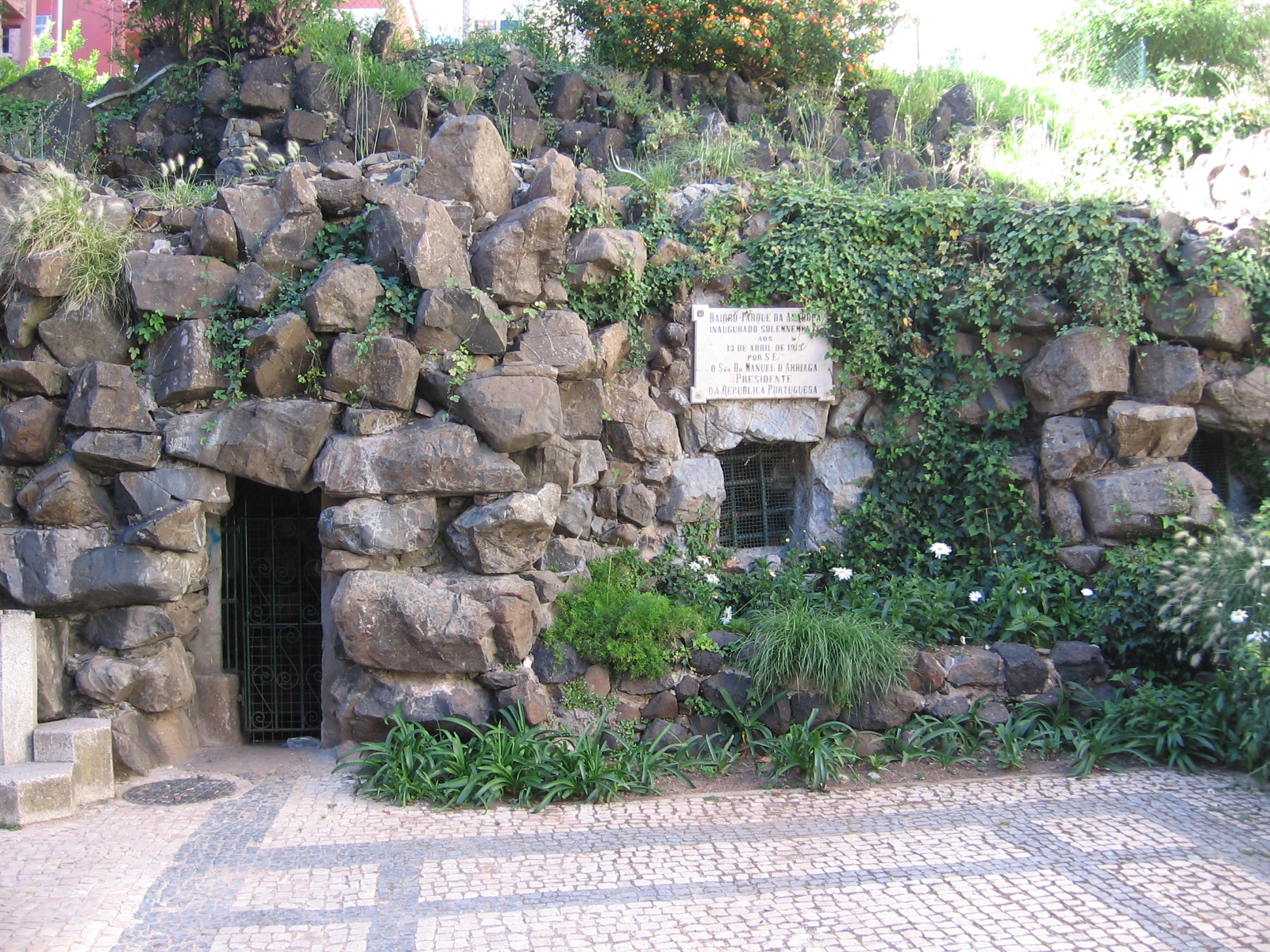
Die namengebende Mina de Água

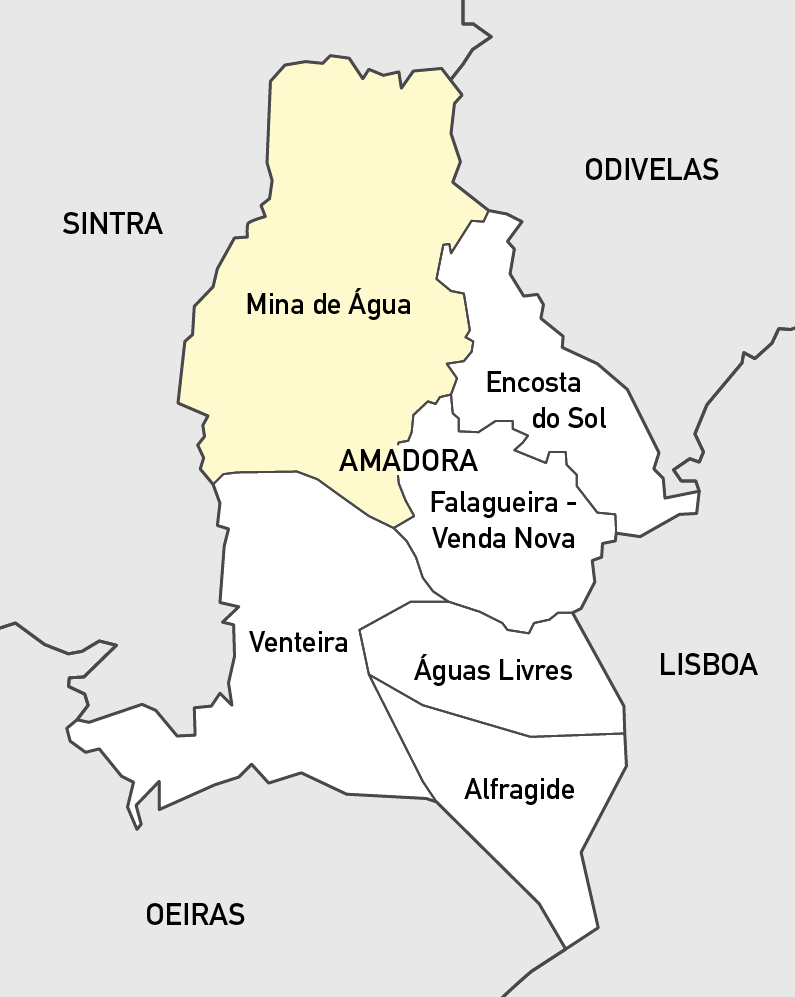
Lage der Gemeinde im Kreis Amadora

Mina de Água ist eine Gemeinde (Freguesia) im portugiesischen Kreis Amadora, die im Rahmen der kommunalen Neuordnung Portugals zu den Kommunalwahlen im Oktober 2013 aus dem Zusammenschluss der Gemeinden São Brás und Mina entstehen wird. In der neuen Gemeinde werden etwa 44.200 Einwohner leben.